# قائمة مهمات ناسا
فيما يلي قائمة بالمهمات التي قامت بها وكالة ناسا منذ تأسيسها سنة 1958، تتضمن القائمة على حد سواء المهمات المأهولة وغير المأهولة.

## المهمات المأهولة

### مشروع ميركوري

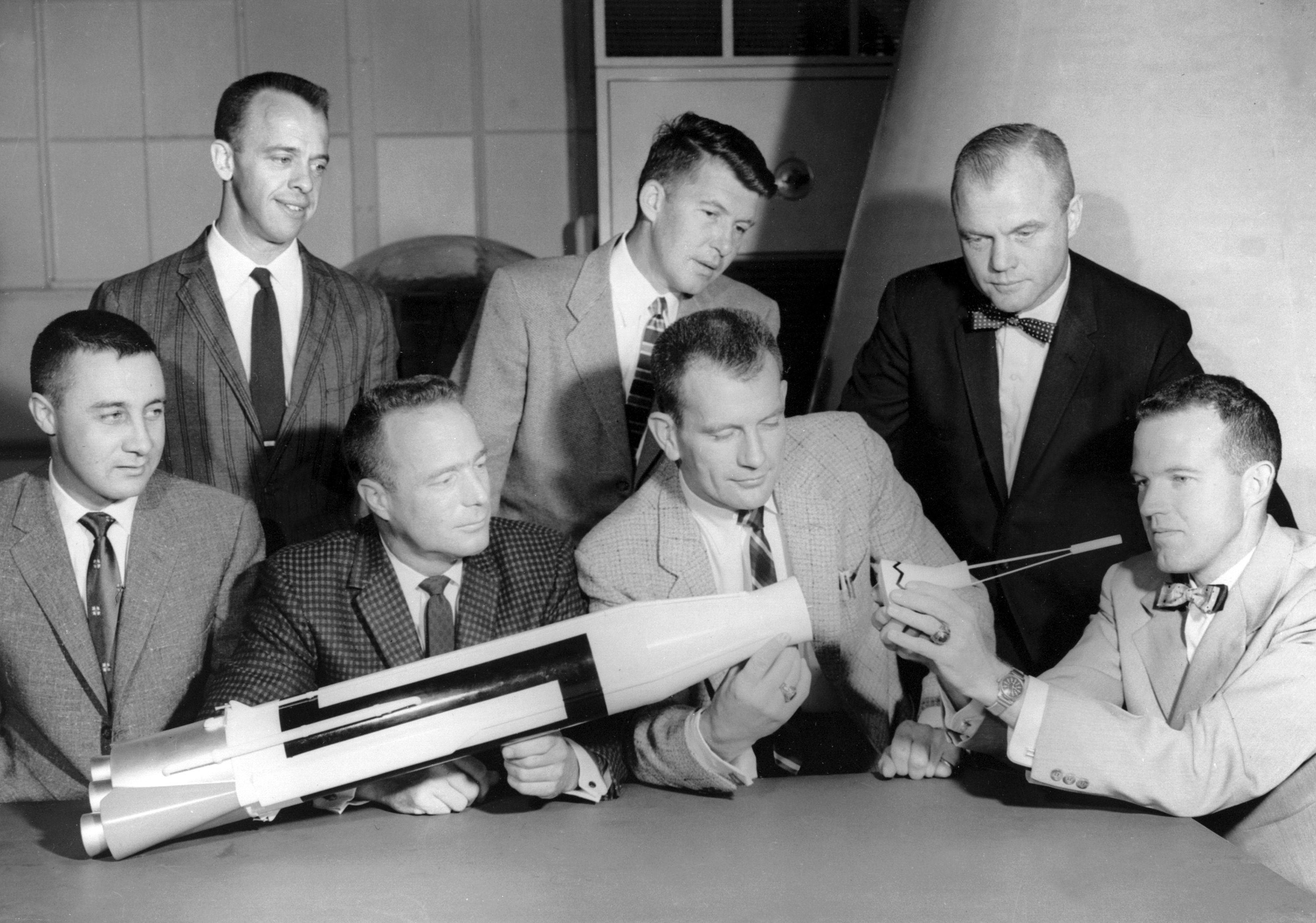
من اليسار إلى اليمين: غريسوم، شيبارد، كاربنتر، شيرا، سلايتون، غلين و كوبر 1962.

مشروع أو برنامج ميركوري كان أول برنامج رحلات فضاء مأهولة قامت به الولايات المتحدة. استمر البرنامج بين سنتي 1958 و 1963، وكان يهدف إلى إرسال إنسان في مدار حول الأرض وإرجاعه سالما.
| المهمة            | الطيار       | تاريخ الإطلاق         | المدة              | عدد المدارات | الأوج ميل (كم) | الحضيض ميل (كم) | السرعة القصوى ميل في الساعة (كم/ساعة) |
| ----------------- | ------------ | --------------------- | ------------------ | ------------ | -------------- | --------------- | ------------------------------------- |
| ميركوري-ريدستون 3 | ألان شيبارد  | 5 مايو 1961، 14:34    | 15 د 22 ث          | 0            | 117 (188)      | —               | 5,134 (8,262)                         |
| ميركوري-ريدستون 4 | غوس غريسوم   | 21 يوليو 1961، 12:20  | 15 د 37 ث          | 0            | 118 (190)      | —               | 5,168 (8,317)                         |
| ميركوري-أطلس 6    | جون غلين     | 20 فبراير 1962، 14:47 | 4 س 55 د 23 ث      | 3            | 162 (261)      | 100 (161)       | 17,544 (28,234)                       |
| ميركوري-أطلس 7    | سكوت كاربنتر | 24 مايو 1962، 12:45   | 4 س 56 د 5 ث       | 3            | 167 (269)      | 100 (161)       | 17,549 (28,242)                       |
| ميركوري-أطلس 8    | والي شيرا    | 3 أكتوبر 1962، 12:15  | 9 س 13 د 15 ث      | 6            | 176 (283)      | 100 (161)       | 17,558 (28,257)                       |
| ميركوري-أطلس 9    | جوردن كوبر   | 15 مايو 1963، 13:04   | 1 ي 10 س 19 د 49 ث | 22           | 166 (267)      | 100 (161)       | 17,547 (28,239)                       |

### مشروع جمناي
مشروع جمناي كان ثاني برنامج رحلات فضاء مأهولة قامت به ناسا. بدأ البرنامج في سنة 1961 وإكتمل سنة 1966. كان هدفه تطوير تقنيات السفر إلى الفضاء لمساعدة مهمة أبولو في الهبوط على سطح القمر.
| المهمة   | الطيار القائد | الطيار            | تاريخ الإطلاق                | المدة               |
| -------- | ------------- | ----------------- | ---------------------------- | ------------------- |
| جمناي 3  | غوس غريسوم    | جون يونغ          | 23 مارس 1965، 14:24 UTC      | 00 ي 04 س 52 د 31 ث |
| جمناي 4  | جيمس ماكديفيت | إدوارد هيغنز وايت | 3–7 يونيو 1965، 15:16 UTC    | 04 ي 01 س 56 د 12 ث |
| جمناي 5  | جوردن كوبر    | تشارلز كونراد     | 21–29 أغسطس 1965، 14:00 UTC  | 07 ي 22 س 55 د 14 ث |
| جمناي 7  | فرانك بورمان  | جيم لوفل          | 4–18 ديسمبر 1965، 19:30 UTC  | 13 ي 18 س 35 د 01 ث |
| جمناي 6أ | والي شيرا     | توماس ستافورد     | 15–16 ديسمبر 1965، 13:37 UTC | 01 ي 01 س 51 د 24 ث |
| جمناي 8  | نيل آرمسترونغ | ديفيد سكوت        | 16–17 مارس 1966، 16:41 UTC   | 00 ي 10 س 41 د 26 ث |
| جمناي 9أ | توماس ستافورد | يوجين سيرنان      | 3–6 يونيو 1966، 13:39 UTC    | 03 ي 00 س 20 د 50 ث |
| جمناي 10 | جون يونغ      | مايكل كولينز      | 18–21 يوليو 1966، 22:20 UTC  | 02 ي 22 س 46 د 39 ث |
| جمناي 11 | تشارلز كونراد | ريشارد جوردن      | 12–15 سبتمبر 1966، 14:42 UTC | 02 ي 23 س 17 د 09 ث |
| جمناي 12 | جيم لوفل      | بز ألدرن          | 11–15 نوفمبر 1966، 20:46 UTC | 03 ي 22 س 34 د 31 ث |

### برنامج أبولو
برنامج أبولو كان ثالث برنامج رحلات فضاء مأهولة قامت به ناسا. استمر البرنامج بين سنتي 1961 و 1972 ونجح في إرسال أول البشر إلى سطح القمر.
| المهمة   | الطاقم                                  | تاريخ الإطلاق                | المدة              | عدد المدارات |
| -------- | --------------------------------------- | ---------------------------- | ------------------ | ------------ |
| أبولو 1  | غوس غريسوم إدوارد هيغنز وايت روجر تشافي | —                            | —                  | —            |
| أبولو 7  | والي شيرا والتر كانينغهام دون إيسيل     | 11 أكتوبر 1968، 15:02:45 UTC | 10 ي 20 س 9 د 3 ث  | 163          |
| أبولو 8  | فرانك بورمان جيم لوفل وليام أندرس       | 21 ديسمبر 1968، 12:51:00 UTC | 6 ي 3 س 42 د       | 10           |
| أبولو 9  | جيمس ماكديفيت ديفيد سكوت رستي شويكارت   | 3 مارس 1969، 16:00:00 UTC    | 10 ي 1 س 54 ث      | —            |
| أبولو 10 | يوجين سيرنان جون يونغ توماس ستافورد     | 18 مايو 1969، 16:49:00 UTC   | 8 ي 3 د 23 ث       | 4            |
| أبولو 11 | نيل آرمسترونغ بز ألدرن مايكل كولينز     | 16 يوليو 1969، 13:32:00 UTC  | 8 ي 3 س 18 د 35 ث  | 30           |
| أبولو 12 | تشارلز كونراد ريشارد جوردن ألان بين     | 14 نوفمبر 1969، 16:22:00 UTC | 10 ي 4 س 36 د 24 ث | 45           |
| أبولو 13 | جيم لوفل جاك سويغيرت فريد هايس          | 11 أبريل 1970، 19:13:00 UTC  | 5 ي 22 س 54 د 41 ث | —            |
| أبولو 14 | ألان شيبارد ستوارت روزا إدجار ميتشيل    | 31 يناير 1971، 21:03:02 UTC  | 9 ي 1 د 58 ث       | 34           |

### سكايلاب
سكايلاب كان أول برنامج محطة فضاء للولايات المتحدة بين سنتي 1973 و 1979، أدارته وكالة ناسا.
| المهمة    | الطاقم                                    | تاريخ الإطلاق                | المدة               | عدد المدارات |
| --------- | ----------------------------------------- | ---------------------------- | ------------------- | ------------ |
| سكايلاب 2 | تشارلز كونراد جوزيف كيروين بول جوزيف ويتز | 25 مايو 1973، 13:00:00 UTC   | 28 ي 49 د 49 ث      | 404          |
| سكايلاب 3 | ألان بين أوين ك. جاريوت جاك روبرت لازما   | 28 يوليو 1973، 11:10:50 UTC  | 59 ي 11 س 09 د 01 ث | 858          |
| سكايلاب 4 | إدوارد جيبسون وليام آر بوج جيرالد بول كار | 16 نوفمبر 1973، 14:01:23 UTC | 84 ي 1 س 15 د 30 ث  | 1214         |